# Herbert Lottman
Herbert R. Lottman (Nueva York, 1927-París, 2014) fue un escritor y periodista estadounidense, conocido por su labor como biógrafo de personajes relacionados con la historia y cultura francesa.

## Biografía
Nacido en Nueva York el 16 de septiembre de 1927, desde 1956 vivió en Francia, donde trabajó como corresponsal de Publishers Weekly. En España fue publicado principalmente por la editorial Tusquets. Tras padecer párkinson y alzhéimer en sus últimos años, falleció en París el 27 de agosto de 2014; sería enterrado en el cementerio de Montparnasse.
Fue autor de obras como Camus: A Biography (1979), La Rive Gauche (1981), Pétain (1984), L'épuration, 1943-1953 (1986), Flaubert: A Biography (1989), The French Rothschilds: The Great Banking Dynasty Through Two Turbulent Centuries (1995), Jules Verne: An Exploratory Biography (1996), Man Ray's Montparnasse (2001) o Oscar Wilde à Paris (2007), entre otras. La hija de Albert Camus, Catherine, afirma que la biografía de Lottman contiene falsedades. En 1978 los herederos de Camus pusieron una denuncia en los tribunales para que se prohibiese la publicación.